# XTC (band)
XTC is een Engelse popgroep die enig commercieel succes had in de late jaren 70 en de jaren 80, maar die nooit de weerklank kreeg van andere Britse bands uit die periode, zoals The Police, The Cure of The Smiths. Bekende singles zijn Making plans for Nigel (1979), Senses working overtime (1982) en het destijds controversiële Dear God (1986). Vanaf 1982 trad de groep niet meer op, door de groeiende podiumvrees van frontman Andy Partridge. In de jaren 90 bleef XTC albums maken die weliswaar nog gesmaakt werden door critici, maar het grote publiek niet meer bereikten. In 1985 en 1987 had driekwart van de band een onverwacht en ironisch succes onder het mom van een psychedelische rockband uit vervlogen tijden, The Dukes of Stratosphere.

## Beginjaren
De groepsleden zijn allen afkomstig uit  Swindon (Engeland). Partridge had in het begin van de jaren 70 enig succes met de groep Star Park. Eén voor één verving hij de originele groepsleden door Colin Moulding (bas), Terry Chambers (drums) en Dave Gregory (gitaar), naar wie hij altijd had opgekeken. Na enkele naamsveranderingen XTC in 1976 de definitieve roepnaam. Barry Andrews was tot 1978 keyboardspeler maar verliet de band omdat Partridge zijn creatieve bijdragen steevast afkeurde. Hij zou later wel nog terugkeren als sessiemuzikant en bij een hereniging. Andrews is overigens de vader van Finn Andrews, zanger van The Veils. Het debuut White Music kwam uit in 1978. De snelle opvolger Go 2 werd minder goed ontvangen. 

## Doorbraak en instorting
Vanaf Drums and wires (1979) werkte XTC samen met producer Steve Lillywhite, met goed gevolg. De ruwere punk werd geboetseerd tot veelzijdige poprock. Tot chagrijn van Partridge was het uitgerekend een song van Moulding, Making Plans for Nigel, die XTC een eerste echte hit opleverde. Opvolger Black Sea (1980) deed het commercieel en qua kritieken even goed. Opnieuw was het een single van Moulding, Generals and Majors, die de hoogste toppen scheerde. Het tweeluik met Lillywhite werd opgevolgd English Settlement (1982). Hier kreeg Partridge eindelijk de hit te pakken die hij al zo lang zocht, Senses working overtime. Daarnaast vormde het een artistieke vlucht weg van de gitaarrock, door een heleboel nieuwe instrumenten te integreren. 
In april 1982, de dag van een uitverkocht concert in de VS, raakte Partridge niet meer uit bed. Zijn benen leken verlamd. Het was een psychomotorische reactie op lang opgebouwde stress door podiumvrees. De tournee werd gecanceld en Partridge ging in therapie. Het dompelde de groep bovendien in een financiële put. XTC bleef desondanks voortbestaan en en trok zich terug in de studio. De albums Mummer en The Big Express braken echter geen potten.

## Vertier en wederopstanding
Om te ontsnappen aan de zwaarte die over de groep was gaan hangen, vormden Partridge, Moulding, Gregory en diens broer een groep-voor-de-grap, The Dukes of Stratosphere. Partridge had enkele songs liggen die voortsproten uit zijn jeugdliefde voor 60s psychedelica. De vier kregen hun platenfirma zo ver dat die een voorschot gaven om een album op te nemen. Het resultaat 25 O'Clock werd gepresenteerd als lang verloren gewaande songs van een groep uit de 60s. Pers en publiek vonden het heerlijk en insiders wisten maar al te goed dat XTC erachter zat - het timbre van Partridge is makkelijk te herkennen. Toch hielden de leden en de platenfirma de maskerade vol. Ironie van het lot: de plaat verkocht beter dan de "echte" albums.
Toch moet de uit de hand gelopen grap bevrijdend gewerkt hebben. Met Skylarking (1986) knoopte XTC zelf weer aan met succes. De single Grass werd een radiohitje en vooral Dear God stuurde een golf van verontwaardiging door het establishment. Ook de Dukes namen nog een album op, Psonic Psunspot (1987) maar daarna was die grap uitgemolken. Het dubbelalbum Oranges & Lemons (1989) was min of meer de zwanenzang van XTC. The Mayor of Simpleton en King for a Day deden het nog erg goed op de radio. MTV wist Partridge te vermurwen tot een soort optreden, akoestisch en in intieme setting. Dit zou evolueren naar de illustere reeks MTV unplugged. Toch betekende het geen terugkeer naar de podia voor de halsstarrige Partridge. 

## Langzaam verval
Het soort alternatieve gitaarrock dat XTC intussen maakte, raakte in verval in de jaren 90. Drie steeds ontoegankelijker albums later, stopte de band met musiceren in 2000. Officieel bestaat XTC nog altijd en occasioneel is er sprake van een reünie of herbegin.

## Discografie

### Albums
| Album met eventuele hitnotering(en) in de Nederlandse Album Top 100 | Datum van verschijnen | Datum van binnenkomst | Hoogste positie | Aantal weken | Opmerkingen                   |
| ------------------------------------------------------------------- | --------------------- | --------------------- | --------------- | ------------ | ----------------------------- |
| White music                                                         | 20-01-1978            | -                     |                 |              |                               |
| 'Go 2                                                               | 06-10-1978            | -                     |                 |              |                               |
| Drums and wires                                                     | 17-08-1979            | -                     |                 |              |                               |
| Black sea                                                           | 12-09-1980            | -                     |                 |              |                               |
| English settlement                                                  | 12-02-1982            | 27-02-1982            | 18              | 11           |                               |
| Mummer                                                              | 30-08-1983            | 10-09-1983            | 34              | 5            |                               |
| The big express                                                     | 15-10-1984            | 03-11-1984            | 33              | 4            |                               |
| 25 O'clock                                                          | 01-04-1985            | -                     |                 |              | als The Dukes of Stratosphear |
| Skylarking                                                          | 27-10-1986            | -                     |                 |              |                               |
| Psonic psunspot                                                     | 08-1987               | -                     |                 |              | als The Dukes of Stratosphear |
| Oranges & lemons                                                    | 27-02-1989            | 18-03-1989            | 58              | 7            |                               |
| Nonsuch                                                             | 27-04-1992            | 09-05-1992            | 79              | 4            |                               |
| Apple Venus volume 1                                                | 17-02-1999            | -                     |                 |              |                               |
| Wasp Star (Apple Venus volume 2)                                    | 23-05-2000            | -                     |                 |              |                               |

### Singles
| Single met eventuele hitnotering(en) in de Nederlandse Top 40 | Datum van verschijnen | Datum van binnenkomst | Hoogste positie | Aantal weken | Opmerkingen                 |
| ------------------------------------------------------------- | --------------------- | --------------------- | --------------- | ------------ | --------------------------- |
| Science friction                                              | 1977                  | -                     |                 |              |                             |
| Statue of liberty                                             | 1978                  | -                     |                 |              |                             |
| This is pop?                                                  | 1978                  | -                     |                 |              |                             |
| Are you receiving me?                                         | 1978                  | -                     |                 |              |                             |
| Life begins at the hop                                        | 1979                  | -                     |                 |              |                             |
| Making plans for Nigel                                        | 1979                  | 17-11-1979            | 32              | 3            | Nr. 31 in de Single Top 100 |
| Ten feet tall                                                 | 1980                  | -                     |                 |              |                             |
| Wait till your boat goes down                                 | 1980                  | -                     |                 |              |                             |
| Generals and majors                                           | 1980                  | -                     |                 |              |                             |
| Towers of London                                              | 1980                  | -                     |                 |              |                             |
| Take this town                                                | 1980                  | -                     |                 |              |                             |
| Sgt. Rock (Is going to help me)                               | 1980                  | -                     |                 |              |                             |
| Love at first sight                                           | 1981                  | -                     |                 |              |                             |
| Respectable street                                            | 1981                  | -                     |                 |              |                             |
| Senses working overtime                                       | 1982                  | 06-03-1982            | 22              | 5            | Nr. 34 in de Single Top 100 |
| Ball and chain                                                | 1982                  | -                     |                 |              |                             |
| No thugs in our house                                         | 1982                  | -                     |                 |              |                             |
| Great fire                                                    | 1983                  | -                     |                 |              |                             |
| Wonderland                                                    | 1983                  | -                     |                 |              |                             |
| Love on a farmboy's wages                                     | 1983                  | -                     |                 |              |                             |
| All you pretty girls                                          | 1984                  | 13-10-1984            | tip5            | -            |                             |
| This world over                                               | 1984                  | -                     |                 |              |                             |
| Wake up                                                       | 1985                  | -                     |                 |              |                             |
| Grass                                                         | 1986                  | -                     |                 |              |                             |
| The meeting place                                             | 1987                  | -                     |                 |              |                             |
| Dear God                                                      | 1987                  | -                     |                 |              |                             |
| The mayor of simpleton                                        | 1989                  | -                     |                 |              |                             |
| King for a day                                                | 1989                  | -                     |                 |              |                             |
| The loving                                                    | 1989                  | -                     |                 |              |                             |
| The disappointed                                              | 1992                  | 11-04-1992            | tip10           | -            | Nr. 68 in de Single Top 100 |
| The ballad of Peter Pumpkinhead                               | 1992                  | -                     |                 |              |                             |
| Wrapped in grey                                               | 1992                  | -                     |                 |              |                             |
| Easter theatre                                                | 1999                  | -                     |                 |              |                             |
| I'd like that                                                 | 1999                  | -                     |                 |              |                             |
| I'm the man who murdered love                                 | 2000                  | -                     |                 |              |                             |
| Where did the ordinary people go?                             | 2005                  | -                     |                 |              |                             |

### NPO Radio 2 Top 2000
| Nummers met noteringen in de NPO Radio 2 Top 2000 | '09  | '10  | '11  | '12 | '13  | '14  | '15 | '16  |
| ------------------------------------------------- | ---- | ---- | ---- | --- | ---- | ---- | --- | ---- |
| Making Plans for Nigel                            | 1367 | 1419 | 1593 | -   | 1978 | 1532 | -   | 1945 |
| Senses Working Overtime                           | 1682 | -    | -    | -   | -    | -    | -   | -    |

1. ↑  Een '-' betekent dat het nummer niet was genoteerd en een vetgedrukt getal geeft de hoogste notering van een nummer aan.
2. ↑  2009 was het eerste jaar met een notering voor XTC.
3. ↑  Deze tabel is bijgewerkt tot en met de meest recente editie (2024).

### Ep's
- 1977 3D - EP
- 1978 Go +
- 1981 Live & more EP
- 1981 5 Senses EP
- 1992 Demo tracks
- 1994 A hello selection

## Bezetting
Principal members
- Andy Partridge – zang, gitaar (1972–2006)
- Colin Moulding – zang, basgitaar (1972–2006)
- Terry Chambers – slagwerk (1972–1982)
- Barry Andrews – keyboards, backing vocals (1976–1978)
- Dave Gregory – guitar, keyboards, backing vocals (1979–1998)

Early members (pre-1975 Star Park and Helium Kidz era)
- Dave Cartner – gitaar (1972–1974)
- Nervous Steve – bas (1972)
- Paul Wilson – drums (1972)
- Steve Hutchins – zang (1974–1975)
- Jon Perkins – keyboards (1975–1976)

Timeline